# R-29R
R-29R (NATO-rapporteringsnamn SS-N-18 Stingray) var Sovjetunionens första ubåtsbaserade ballistiska robot med multipla stridsspetsar (MIRV).

## Historia
R-29R började utvecklas i mitten av 1970-talet av konstruktionsbyrån Makejev. Utvecklingen skedde parallellt med utvecklingen av R-39 och byggde på den beprövade raketdelen från R-29 till skillnad från R-39 som hade en nyutvecklad raket med fast bränsle.
Provskjutningarna påbörjades i november 1976 och fortsatte året därpå från K-441 (den första ubåten i Kalmar-klassen). Robotsystemet togs officiellt i tjänst 1979.
Under 1990-talet minskades antalet robotubåtar och de robotar som blev över konverterades till bärraketer under namnet Volna (ryska: Волна, ”våg”).